# Kunda-Kultur
| Prähistorische Kulturen Russlands |                         |
| Mittelsteinzeit                   |                         |
| Kunda-Kultur                      | 7400–6000 v. Chr.       |
| Jungsteinzeit                     |                         |
| Bug-Dnister-Kultur                | 6500–5000 v. Chr.       |
| Dnjepr-Donez-Kultur               | 5500–4000 v. Chr.       |
| Sredny-Stog-Kultur                | 4500–3500 v. Chr.       |
| Jekaterininka-Kultur              | 4300–3700 v. Chr.       |
| Kammkeramische Kultur             | 4200–2000 v. Chr.       |
| Fatjanowo-Kultur                  | um 2500 v. Chr.         |
| Kupfersteinzeit                   |                         |
| Nordkaspische Kultur              |                         |
| Kurgankultur                      | 5000–3000 v. Chr.       |
| Samara-Kultur                     | um 5000 v. Chr.         |
| Chwalynsk-Kultur                  | 5000–4500 v. Chr.       |
| Botai-Kultur                      | 3700–3100 v. Chr.       |
| Jamnaja-Kultur                    | 3600–2300 v. Chr.       |
| Afanassjewo-Kultur                | 3500–2500 v. Chr.       |
| Ussatowe-Kultur                   | 3300–3200 v. Chr.       |
| Glaskowo-Kultur                   | 3200–2400 v. Chr.       |
| Bronzezeit                        |                         |
| Poltavka-Kultur                   | 2700–2100 v. Chr.       |
| Potapovka-Kultur                  | 2500–2000 v. Chr.       |
| Katakombengrab-Kultur             | 2500–2000 v. Chr.       |
| Abaschewo-Kultur                  | 2500–1800 v. Chr.       |
| Sintaschta-Kultur                 | 2100–1800 v. Chr.       |
| Okunew-Kultur                     | um 2000 v. Chr.         |
| Samus-Kultur                      | um 2000 v. Chr.         |
| Andronowo-Kultur                  | 2000–1200 v. Chr.       |
| Susgun-Kultur                     | um 1700 v. Chr.         |
| Srubna-Kultur                     | 1600–1200 v. Chr.       |
| Kolchis-Kultur                    | 1700–600 v. Chr.        |
| Begasy-Dandybai-Kultur            | um 1300 v. Chr.         |
| Karassuk-Kultur                   | um 1200 v. Chr.         |
| Ust-Mil-Kultur                    | um 1200–500 v. Chr.     |
| Koban-Kultur                      | 1200–400 v. Chr.        |
| Irmen-Kultur                      | 1200–400 v. Chr.        |
| Spätirmen-Kultur                  | um 1000 v. Chr.         |
| Plattengrabkultur                 | um 1300–300 v. Chr.     |
| Aldy-Bel-Kultur                   | 900–700 v. Chr.         |
| Eisenzeit                         |                         |
| Baitowo-Kultur                    |                         |
| Tagar-Kultur                      | 900–300 v. Chr.         |
| Nosilowo-Gruppe                   | 900–600 v. Chr.         |
| Ananino-Kultur                    | 800–300 v. Chr.         |
| Tasmola-Kultur                    | 700–300 v. Chr.         |
| Gorochowo-Kultur                  | 600–200 v. Chr.         |
| Sagly-Baschi-Kultur               | 500–300 v. Chr.         |
| Jessik-Beschsatyr-Kultur          | 500–300 v. Chr.         |
| Pasyryk-Stufe                     | 500–300 v. Chr.         |
| Sargat-Kultur                     | 500 v. Chr.–400 n. Chr. |
| Kulaika-Kultur                    | 400 v. Chr.–400 n. Chr. |
| Tes-Stufe                         | 300 v. Chr.–100 n. Chr. |
| Schurmak-Kultur                   | 200 v. Chr.–200 n. Chr. |
| Taschtyk-Kultur                   | 100–600 n. Chr.         |
| Tschernjachow-Kultur              | 200–500 n. Chr.         |

Die Kunda-Kultur ist eine zwischen 9000 und 5300/4900 v. Chr. im Baltikum und  Nordwestrussland vertretene archäologische Kultur des Mesolithikums. Ihre weit verbreiteten Funde zeigen Übereinstimmungen mit denen der mesolithischen Maglemose-Kultur Nordeuropas und legen eine enge Verbindung zu dieser nahe. Nachfolger der Kunda-Kultur war die Narva-Kultur, die bereits die Tonverarbeitung beherrschte.

## Fundorte und Charakteristika

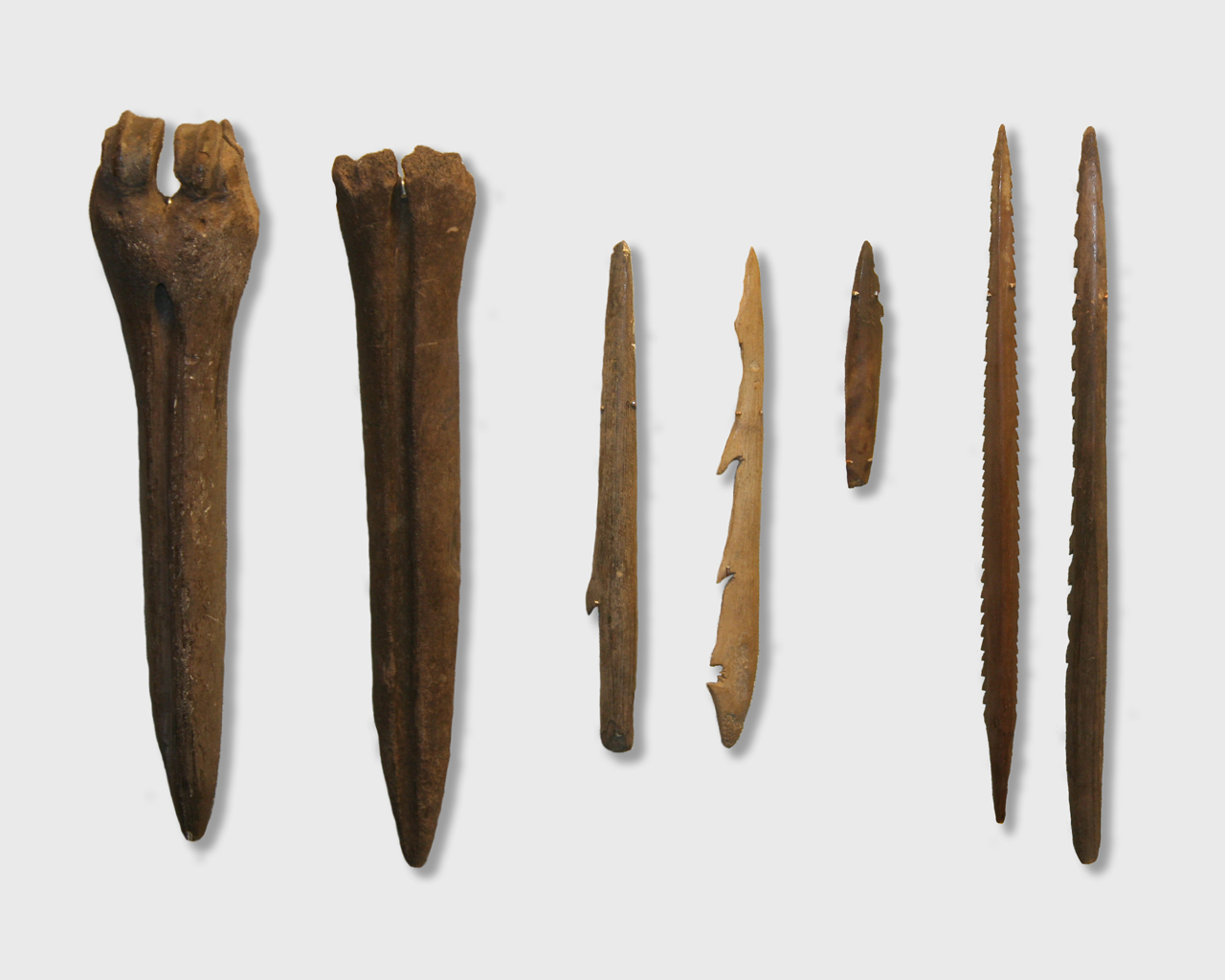
Werkzeuge der Kunda-Kultur

Die Kunda-Kultur ist nach einem der Hauptfundorte, der Stadt Kunda in Estland, benannt. Der Fundplatz befindet sich auf dem Hügel Hiiemägi, östlich des heutigen Stadtzentrums, und am Hügel Lammasmägi, der damals eine Binneninsel war. 
Weitere Fundorte der Kultur liegen beim Wohnplatz Pulli, in Siimusaare am Narva sowie im heutigen Tartuer Stadtteil Ihaste und im Mündungsgebiet der Flüsse Reiu und Pärnu. Dem Spätmesolithikum werden die Fundorte auf den westestnischen Inseln, Kõnnu und Kõpu, zugeordnet. Dort betrieben die Jäger und Sammler auch Robbenjagd.
Die Gegend war bis auf einen schmalen Küstenstreifen an der Ostsee stark bewaldet. Die meisten Fundorte der Kunda-Kultur befinden sich in der Nähe von Seen, Flüssen und Sümpfen. Die Kultur stellt die erste relativ sesshafte Besiedelung der Region dar. Sie kennzeichnet eine Vermischung der Sammler- mit der Fischer- und Jägerkultur. Unter den zahlreichen Tierknochenfunden sind viele Objekte aus Knochen und Horn, die zu Werkzeugen weiterverarbeitet wurden und typischerweise eine einfache geometrische Gestaltung aufweisen.